# Глубокая (приток Преголи)
Глубокая (истор. Нена — нем. Nehne) — река на территории России, протекает по Полесскому и Гвардейскому районам Калининградской области.

## География и гидрология
Река Глубокая является правобережным притоком реки Преголи, её устье расположено у посёлка Талпаки, в 86 километрах от устья реки Преголи. Длина Глубокой — 21 км, площадь водосборного бассейна — 105 км².
Исток реки находится между сёл Новая Деревня и Красный Бор, ниже по течению реки расположены посёлки Междулесье, Ольховка, Красный Яр и Талпаки.
Через реку Глубокую переброшены ряд автодорожных мостов, в том числе 5 железобетонных, 1 каменный и 1 деревянный мост.

## Данные водного реестра
По данным государственного водного реестра России относится к Балтийскому бассейновому округу, водохозяйственный участок реки — Преголя. Относится к речному бассейну реки Неман и рекам бассейна Балтийского моря (российская часть в Калининградской области).
Код объекта в государственном водном реестре — 01010000212104300010299.